# Gemma-Leah Devereux
Gemma-Leah Devereux (Dublin, Irlanda, 9 de agosto de 1990) é uma atriz irlandesa. Ela é conhecida principalmente por interpretar "Lady Elizabeth Fitzgerald" na série, The Tudors (2010) e Casualty (1996). Ela também apareceu em vários filmes como Stitches (2012), How to Be Happy (2013), Get Up And Go (2014), Comedown (filme), (2012).
Ela interpretou a vencedora do Oscar, Liza Minnelli no filme Judy de 2019.